# オーランド高等学校
オーランド高等学校（オーランドこうとうがっこう、Orland High School）は、アメリカ合衆国カリフォルニア州で、サクラメントの北西、レディングの南に位置する、オーランドの公立高等学校。

## 授業
2015年時点で、オーランド高等学校は、午前8時05分から午後3時05分までを授業時間としている。この時間には、5時限分の授業のほか、5分間の指導時間、10分間の休憩、昼休みが含まれている。

### 在校生
2011年/2012年の学校年において、オーランド高等学校の在校生は、680名であった。オーランド高等学校は、人種統合教育が非常に進んだ学校であり、2011年/2012年の学校年においては、在校生の 0.9% がアメリカン・インディアン/アラスカ先住民、2.5% がアジア系、0.1% がハワイ先住民/太平洋諸島民、0.1% がフィリピン人、54.1% がヒスパニック、1.5% が黒人、39.5% が白人であった。

## 運動
2013年の時点で、オーランド高等学校には、運動系のチームが13あった。すなわち、野球、ソフトボール、バスケットボール、アメリカンフットボール、レスリング、バレーボール、陸上競技、サッカー、テニス、カラーガード、ウィンターガード、マーチングバンド、チアリーディングである。

## おもな卒業生
- オルドリック・ロサス（英語版） - デトロイト・ライオンズなどに所属したNFLのアメリカンフットボール選手